# MEITETSU μ's Card
MEITETSU μ's Card（めいてつミューズカード）とは、名鉄が三菱UFJニコス・三井住友カードと提携して発行するクレジットカードの名称である。

## 概要

### 購入
名鉄電車・バス・豊橋鉄道などの定期券、名古屋市営地下鉄・JR東海・近鉄・あおなみ線との連絡定期券が購入可能であり、manacaにクレジットチャージが可能（オートチャージには非対応）。名鉄百貨店で最大10％の割引、ミュースターポイント、μ’s club offの優待などのメリットが存在する。キャッチコピーは「あなたの願いを叶えるカード」である。
2022年3月16日より、従来からの三菱UFJニコス（MUFGカード）との提携分に加え、三井住友カード（VJA）との提携分の申し込み受付を開始した。
なおμ'sと名はつくが、声優ユニットのμ'sとは一切無関係である。

### 種類
カードの種類は一般カード（MUFGカード・三井住友カード／VJA）とゴールドプレステージ（MUFGカード）・ゴールド（三井住友カード／VJA）がある。
国際ブランドはVISA・Mastercard（それぞれ三井住友カード／VJAとMUFGカードの2種。後者は当初はMUFGカードのマーク入りだったが、エンボスレス化後は『Mitsubishi UFJ NICOS』表記入り）・JCB（MUFGカードのみ。ブランド開放扱いのため、右上に『Mitsubishi UFJ NICOS』表記入り）の3種類がある（2024年11月現在、webでの新規申し込みはVISA・Mastercardのみ受付）。
タッチ決済は、2024年時点で三井住友カードのVISAブランドとMUFGカードのVISA・Mastercardが対応している。また、それぞれのプロバーカードよりエンボスレス化が遅れた。